# Cittura
Cittura är ett fågelsläkte i familjen kungsfiskare inom ordningen praktfåglar. Släktet omfattar numera två arter som båda endast förekommer i Indonesien:
- Lilakindad kungsfiskare (Cittura cyanotis)
- Lilabröstad kungsfiskare (Cittura sanghirensis)

Lilabröstad kungsfiskare behandlades tidigare som underart till cyanotis.